# Borsunlu (Goranboy)
Borsunlu è un comune dell'Azerbaigian situato nel distretto di Goranboy. Conta una popolazione di 3 348 abitanti.